# Västmanlands runinskrifter 25
Västmanlands runinskrifter 25 är ett nu försvunnet vikingatida runstensfragment i Sätra, Fläckebo socken och Sala kommun. Olof Celsius d.ä. beskrev och avbildade stenen. Den har emellertid varit försvunnen sedan åtminstone tidigt 1800-tal.

## Inskriften
Translitterering av runraden:
[+ hiu--...]
Normalisering till runsvenska:
...